# とみやブルーベリースイーツフェア
とみやブルーベリースイーツフェアは、宮城県富谷市で7月に行われるブルーベリーを使ったスイーツを販売する祭り。

## 概要
富谷市特産のブルーベリーを使った創作スイーツを市内のケーキ店などが期間限定で一斉に販売する。

## 沿革
- 2010年（平成22年） - 初回開催

## 出場団体
- 菓子処いさわ屋（富谷字町）
- ケーキハウス白いオルゴール（日吉台二丁目）
- ばにら・びーんず（日吉台二丁目）
- お菓子のアトリエ・ムー（成田四丁目）
- マッフェン明石台本店（明石台五丁目）
- ガトーノザキ（富ケ丘四丁目）
- ニンナ・ナンナ（上桜木一丁目）[2]
- 餅よし（富ヶ丘）
- 石窯パン工房パンセ富谷本店（成田）
- 牛タン炭焼利久富谷あけの平店（あけの平）
- 米パンカフェ（杜乃橋）[3]

## 期日
- 毎年 7月の数日～十数日

## 会場
- 宮城県富谷市内の各参加店舗

## 主催
富谷市 企画部 産業振興課

## アクセス
- 仙台北部道路/富谷ICより車で約5分
- 東北自動車道泉ICより車で約15分
- 仙台市地下鉄/泉中央駅よりバスで約30分